# Saint-Pierremont (Vosgos)
 Saint-Pierremont  es una población y comuna francesa, en la región de Lorena, departamento de Vosgos, en el distrito de Épinal y cantón de Rambervillers.
No está integrada en ninguna communauté de communes.

## Demografía
| 173 | 160 | 147 | 155 | 167 | 162 |
| Para los censos de 1962 a 1999 la población legal corresponde a la población sin duplicidades (Fuente: INSEE [Consultar]) |     |     |     |     |     |